# Orgilonia ashmeadi
Orgilonia ashmeadi är en stekelart som först beskrevs av Henry Lorenz Viereck 1911.  Orgilonia ashmeadi ingår i släktet Orgilonia och familjen bracksteklar. Inga underarter finns listade i Catalogue of Life.